# سیارک ۴۹۳۲
سیارک ۴۹۳۲ (به انگلیسی: 4932 Texstapa، نامگذاری:1984EA1) چهار هزار و نهصد و سی و دومین سیارک کشف شده‌است که در ۹ مارس ۱۹۸۴ کشف شد.
قدر مطلق سیارک برابر ۱۲٫۰۰ است.